# 瀬戸芭月
瀬戸 芭月（せと はづき、2002年9月28日 - ）は日本の女優。出身は愛媛県。所属事務所はレプロエンタテインメント。

## 人物
- 愛媛県出身、身長155cm、趣味は読書、美術鑑賞。色彩検定2級の資格を持つ[1]。
- 2022年、「初恋の悪魔」（日本テレビ）でドラマデビュー。

## 主な出演作品

### テレビドラマ
- 初恋の悪魔（2022年、日本テレビ）※第6話ゲスト出演 - 和香奈 役
- NHKスペシャル 神の子はつぶやく シリーズ“宗教2世” 神の子はつぶやく （2023年11月3日、NHK総合） - 遥のクラスメイト役
- VRおじさんの初恋（2024年4月1日 - 5月23日、NHK総合） - 加藤真美 役[2]
- スメルズ ライク グリーン スピリット（2024年9月20日 - 11月8日、毎日放送） - 町田聡子 役
- 晩餐ブルース（2025年1月23日 - 3月27日、テレビ東京） - 若井 役
- NHKスペシャル 創られた真実『創られた“真実”ディープフェイクの時代』（2025年3月18日、NHK総合） -  晃が再就職した先のクライアント 役
- 連続テレビ小説  あんぱん 第26回・第30回・第35回（2025年5月5日・9日・16日、NHK総合） - 宍戸杏 役

### 映画
- 素足のスア（日本映画大学卒業制作、2024年2月14日上映） - 長嶺スア 役[3]
- MIRRORLIAR FILMS Season6『カフネの祈り』（2024年12月13日）[4]
- 見える子ちゃん（2025年6月6日） - 野田真理子 役

### CM
- 住友生命保険 企業CM「それはおなじ。」篇 日村Ver. （2023年9月12日 - ）
- ロート製薬 肌ラボ20周年「いいうるおいでいいまいにちを。」篇（2024年11月2日 - ）
- キリンビバレッジ 午後の紅茶「春の午後の出会い」篇（2025年3月13日 - ）

### MV
- ほのかりん「春が来るわ」（2023年2月1日）[5]